# Arenaria quirosii
Arenaria quirosii là loài thực vật có hoa thuộc họ Cẩm chướng. Loài này được Standl. mô tả khoa học đầu tiên năm 1940.